# Dunaferr Aréna
Die Dunaferr Aréna ist ein Fußballstadion in der ungarischen Stadt Dunaújváros, Komitat Fejér, im Zentrum des Landes.
Die Sportstätte, unweit der Donau gelegen, ist auch als Dunaújváros-Stadion oder Eszperantó-úti-Stadion bekannt, nach der Straße Eszperantó úti, an der sie liegt. Der Namensgeber Dunaferr ist ein großer Stahlproduzent in Ungarn. Der 1998 gegründete Fußballverein Dunaújváros PASE (Dunaújváros Pálhalmai Agrospeciál SE) nutzt gegenwärtig die Spielstätte. Bis zu seiner Auflösung im Jahr 2009 empfing der Dunaújváros FC im Stadion seine Gegner zu den Spielen.
Am 11. Oktober 2001 wurde vom damaligen Jugend- und Sportminister Tamás Deutsch und dem Geschäftsführer von Dunaferr, László Tóth, gemeinsam der Grundstein für den Stadionneubau gelegt. 2003 konnte die Eröffnung gefeiert werden.
Das reine Fußballstadion bietet auf seine vier Rängen insgesamt 12.000 Sitzplätze, davon sind 7.680 überdacht. Die beiden Längstribünen (West und Ost) sind jeweils überdacht, wogegen die Hintertortribünen unter freiem Himmel liegen. Auf dem Ostrang wurde der Sponsorennamen Dunaferr mit roten Sitzen dargestellt. Der Hintertorrang im Norden ist mit roten Sitzen ausgestattet, auf ihm thront die elektronische Anzeigetafel. Die Gegenseite im Süden ist gleichfalls mit roten Sitzen bestuhlt.
Direkt südlich des Stadions liegt die Dunaferr Sportcsarnok (deutsch Dunaferr-Sporthalle) mit 1.200 Plätzen. Sie ist der Spielort des Handballvereins Dunaferr SE. Gleich daneben befindet sich die Dunaújvárosi Jégcsarnok (deutsch Dunaújváros-Eishalle). Sie ist die Heimat der Eishockeymannschaft Dunaújvárosi Acélbikák und bietet 4.000 Plätze.